# Șicasău
Șicasău (węg. Sikaszó) – wieś w Rumunii, w okręgu Harghita, w gminie Zetea. W 2011 roku liczyła 111 mieszkańców.